# Геодезия, картография, геоинформатика, кадастр
«Геодезия, картография, геоинформатика, кадастр» — научно-справочное издание (энциклопедия) на русском языке, содержащее в двух томах систематизированный свод знаний по геодезии, картографии, геоинформатике и кадастру преимущественно терминологического характера (свыше 4000 терминов), а также персоналиям, ряда организаций. Энциклопедия предназначена для производственников, научных работников, преподавателей, студентов и аспирантов, для широкого круга читателей, интересующихся вопросами геодезии, картографии, геоинформатики и кадастра.
Издано в 2008 году издательством Геодезкартиздат. Авторский коллектив в основном представлял «Московский государственный университет геодезии и картографии». Главные редакторы — А. В. Бородко, В. П. Савиных.

## Содержание
Энциклопедия содержит:
- термины (по геодезии, картографии, геоинформатике, кадастру, фотограмметрии, дистанционному зондированию Земли, экономике, организации и управлению топографо-геодезическим и картографическим производством, геодезическому приборостроению, метрологии и стандартизации, юриспруденции, по истории, международной, общественной, образовательной и издательско- библиотечной деятельности в области геодезии и картографии) и их дефиниции;
- биографии (полные сведения о постах, научных трудах, о почётных и научных званиях, награждения наивысших орденами) учёных, руководителей топографо-геодезического и картографического производства, педагогов, производственников, внёсших большой вклад в становление и развитие отрасли, изучение территории страны, создание уникальной геодезической и картографической продукции
- сведения об ведущих организациях отрасли: Федеральном агентстве геодезии и картографии (Роскартографии), его территориальных органах и подведомственных агентству предприятиях; крупнейших высших и средних учебных заведениях геодезического и картографического профиля.

## Награды
Коллектив авторов был награждён правительственной наградой Российской Федерации — Премией Правительства Российской Федерации в области образования в 2014 году на основании решения Межведомственного совета по присуждению премий Правительства в области образования.
В число лауреатов, определённых Распоряжением Правительства РФ от 31 июля 2014 года № 1438-р, названы члены коллектива:
Савиных, Виктор Петрович, Верещака, Тамара Васильевна, Малинников, Василий Александрович, Чибуничев, Александр Георгиевич, Цветков, Виктор Яковлевич, Ямбаев, Харьес Каюмович, Голубев, Владимир Викторович, Шлапак, Василий Викторович, Запрягаева, Людмила Алексеевна, Иванова, Лилия Георгиевна.

## Библиографическое описание
- Геодезия, картография, геоинформатика, кадастр [Текст] : энциклопедия : в 2 т. / под общ. ред. А. В. Бородко, В. П. Савиных. — Москва : Геодезкартиздат, 2008. — 5000 экз.

- Т. 1 : А — М. — 2008. — 495 с. : ил., карты. — Библиогр.: с. 481—491 (302 назв.). — ISBN 978-5-86066-078-6 : Б. ц.
- Т. 2 : Н — Я. — 2008. — 462 с., [8] л. цв. ил. : ил., карты. — Библиогр.: с. 452—462 (302 назв.). — ISBN 978-5-85066-078-6 : Б. ц.